# Römisch-katholische Kirche in Griechenland

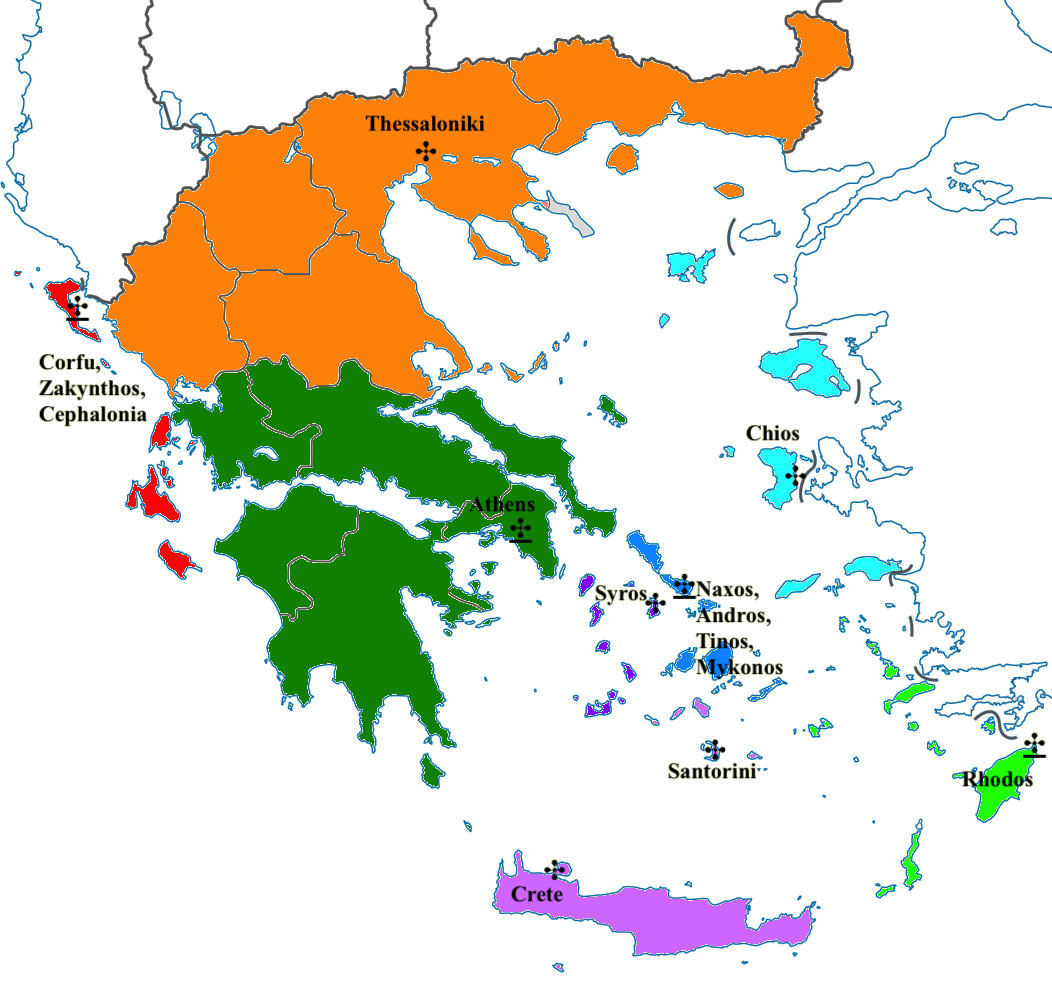
Bistümer in Griechenland

Die Römisch-katholische Kirche in Griechenland sieht ihre Wurzeln in der Urkirche und im Wirken des Apostels Paulus.

## Überblick
Die römisch-katholische Kirche in Griechenland (griechisch Καθολική Εκκλησία της Ελλάδος) ist eine relativ kleine Kirche mit teilweise Diaspora-Charakter, welche von der orthodoxen Kirche weit überragt wird. Der katholischen Kirche gehören etwa 50.000 bis 100.000 Griechen an, was etwa 0,5 % bis 1 % der einheimischen Bevölkerung ausmacht. Allerdings stellt die katholische Kirche Griechenlands (weit vor allen kleineren und sowieso erst in viel jüngerer Zeit durch Missionierung aus dem Ausland entstandenen protestantischen Kirchen bzw. Freikirchen und anderen Gruppierungen oder Sekten) die zweitgrößte christliche Glaubensgemeinschaft des Landes dar und ist schon seit dem Hochmittelalter in bestimmten Regionen präsent. So waren (und sind teilweise noch heute) vor allem die Kykladen, der Dodekanes, Kreta oder Korfu Zentren des Katholizismus in Griechenland, und es hat wohl auch einige rein katholische Landstriche gegeben, wie z. B. die Insel Syros, deren Bevölkerung ab ca. 1207 mit der Errichtung des venezianischen Herzogtums Archipelagos nach dem Vierten Kreuzzug zuerst nach und nach konvertierte, dann etwa bis zur Mitte des 19. Jahrhunderts (und der mit dem griechischen Unabhängigkeitskrieg verbundenen Zuwanderung orthodoxer Griechen aus anderen Gebieten) ausschließlich katholisch gewesen ist.
Räumlich befinden sich heute die meisten Katholiken in Athen (ca. 30.000), aber z. B. auch in Syros (ca. 8.000), Tinos (ca. 3.000), Korfu (ca. 2.500) und Thessaloniki (ca. 2.000) finden sich katholische Ballungsräume. Hinzu kommen noch etwa 150.000 in Griechenland lebende ausländische Katholiken, darunter ca. 45.000 Philippiner und 40.000 Polen sowie zahlreiche unierte Ukrainer.
Die griechischen Katholiken befolgen traditionell den römischen Ritus. Die einzige Ausnahme bildet eine kleinere Gruppe von Gläubigen des byzantinischen Ritus (ca. 5 %). Diese sind das Ergebnis eines im Konstantinopel des ausgehenden 19. Jahrhunderts angefangenen Missionsversuchs (ursprünglich orthodoxe Griechen, die den byzantinischen Ritus beibehalten haben) und wanderten erst 1923, also nach dem Ende des Griechisch-Türkischen Kriegs (sog. Kleinasiatische Katastrophe), im Rahmen der im Lausanner Vertrag vereinbarten Umsiedlungen – wie ca. 1,5 Millionen weitere Griechen – als Vertriebene aus Kleinasien ins Land. Sie wurden in Athen und Giannitsá angesiedelt, wo bis heute die beiden einzigen katholischen Gemeinden byzantinischen Ritus in Griechenland existieren. Historisch und auch zahlenmäßig (heute etwa 2.000 Gläubige) stellen sie innerhalb des griechischen Katholizismus eine Randerscheinung dar.
Schließlich gibt es in Griechenland auch eine kleine Anzahl (heute etwa 500) armenisch-katholischer Christen. Sie sind Nachkommen armenischer Emigranten, die in der ersten Hälfte des 20. Jahrhunderts vor allem im Zuge der Verfolgungen in der Türkei als Flüchtlinge ins Land kamen und sich hauptsächlich in Athen niederließen, wo es seitdem eine armenisch-katholische Kirchengemeinde gibt.
Aufgrund der starken Abwanderung von Gläubigen aus ländlichen Gebieten (z. B. von den ostägäischen Inseln) bzw. der Vermischung mit orthodoxen Gläubigen, was ein Schrumpfen der Gemeinden bewirkt(e), sodass manche Bistümer im Laufe der Zeit zahlenmäßig recht klein wurden, aber auch nicht zuletzt wegen zunehmenden Klerusmangels, sind viele der Bischofssitze seit Jahrzehnten vakant, und die betroffenen Kirchenprovinzen werden jeweils vom Bischof einer anderen Diözese mitverwaltet.
Der Heilige Stuhl unterhält seit den 1990er Jahren volle diplomatische Beziehungen zu Griechenland. Apostolischer Nuntius ist seit dem 1. Dezember 2022 Erzbischof Jan Romeo Pawłowski.

## Liste der Bistümer
Lateinische Kirche
- Erzbistum Korfu, Zakynthos und Kefalonia
- Erzbistum Naxos-Tinos
  - Bistum Chios
  - Bistum Kreta
  - Bistum Santorini
  - Bistum Syros
- Erzbistum Athen (exemt)
- Erzbistum Rhodos (exemt)
- Apostolisches Vikariat Thessaloniki (exemt)

Griechische Griechisch-katholische Kirche
- Apostolisches Exarchat Griechenland

## Bischofskonferenz
Die Bischofskonferenz der römisch-katholischen Kirche in Griechenland zählt sechs Mitglieder:
- Erzbischof von Korfu und den Diözesanadministrator von Thessaloniki (Nord-Griechenland)
- Erzbischof von Naxos-Tinos und der Diözesanadministrator von Chios (zentrales und nördliches Ägäisches Meer)
- Erzbischof von Athen und der Diözesanadministrator von Rhodos (Zentral – und Süd-Griechenland, Dodekanes)
- Bischof von Syros und Santorini und der Diözesanadministrator von Kreta (südliches Ägäisches Meer)
- Exarch des byzantinischen Ritus (Titularbischof mit Sitz in Athen)
- Ortsbischof des Armenischen Ritus (Prälat/Geistlicher mit Sitz in Athen)